# Yoon Ji-su
Yoon Ji-Su –en hangul, 윤지수– (Busan, 24 de gener de 1993) és una esportista sud-coreana que competeix en esgrima, especialista en la modalitat de sabre.
Va participar en dos Jocs Olímpics d'Estiu els anys 2016 i 2020, i hi va obtenir una medalla de bronze a Tòquio 2020 en la prova per equips.
Va guanyar quatre medalles en el Campionat Mundial d'Esgrima entre els anys 2017 i 2023, totes en la prova per equips. També ha guanyat catorze medalles (set d'or) en el Campionat d'Àsia entre els anys 2012 i 2023.

## Palmarès internacional
| Jocs Olímpics     | Jocs Olímpics          | Jocs Olímpics | Jocs Olímpics    |
| Any               | Lloc                   | Medalla       | Prova            |
| ----------------- | ---------------------- | ------------- | ---------------- |
| 2020              | Tòquio ( Japó)         | 3             | Sabre per equips |
| Campionat del món |                        |               |                  |
| Any               | Lloc                   | Medalla       | Prova            |
| 2017              | Leipzig ( Alemanya)    | 2             | Sabre per equips |
| 2018              | Wuxi ( Xina)           | 3             | Sabre per equips |
| 2019              | Budapest ( Hongria)    | 3             | Sabre per equips |
| 2023              | Milà ( Itàlia)         | 3             | Sabre per equips |
| Campionat d'Àsia  |                        |               |                  |
| Any               | Lloc                   | Medalla       | Prova            |
| 2012              | Wakayama ( Japó)       | 1             | Sabre individual |
| 2012              | Wakayama ( Japó)       | 1             | Sabre per equips |
| 2013              | Shanghai ( Xina)       | 1             | Sabre per equips |
| 2014              | Suwon ( Corea del Sud) | 2             | Sabre per equips |
| 2015              | Singapur               | 1             | Sabre per equips |
| 2016              | Wuxi ( Xina)           | 3             | Sabre individual |
| 2016              | Wuxi ( Xina)           | 2             | Sabre per equips |
| 2017              | Hong Kong              | 2             | Sabre per equips |
| 2018              | Bangkok ( Tailàndia)   | 2             | Sabre per equips |
| 2019              | Tòquio ( Japó)         | 1             | Sabre individual |
| 2019              | Tòquio ( Japó)         | 2             | Sabre per equips |
| 2022              | Seül ( Corea del Sud)  | 1             | Sabre per equips |
| 2023              | Wuxi ( Xina)           | 2             | Sabre individual |
| 2023              | Wuxi ( Xina)           | 1             | Sabre per equips |